# 프랑코 프라티니

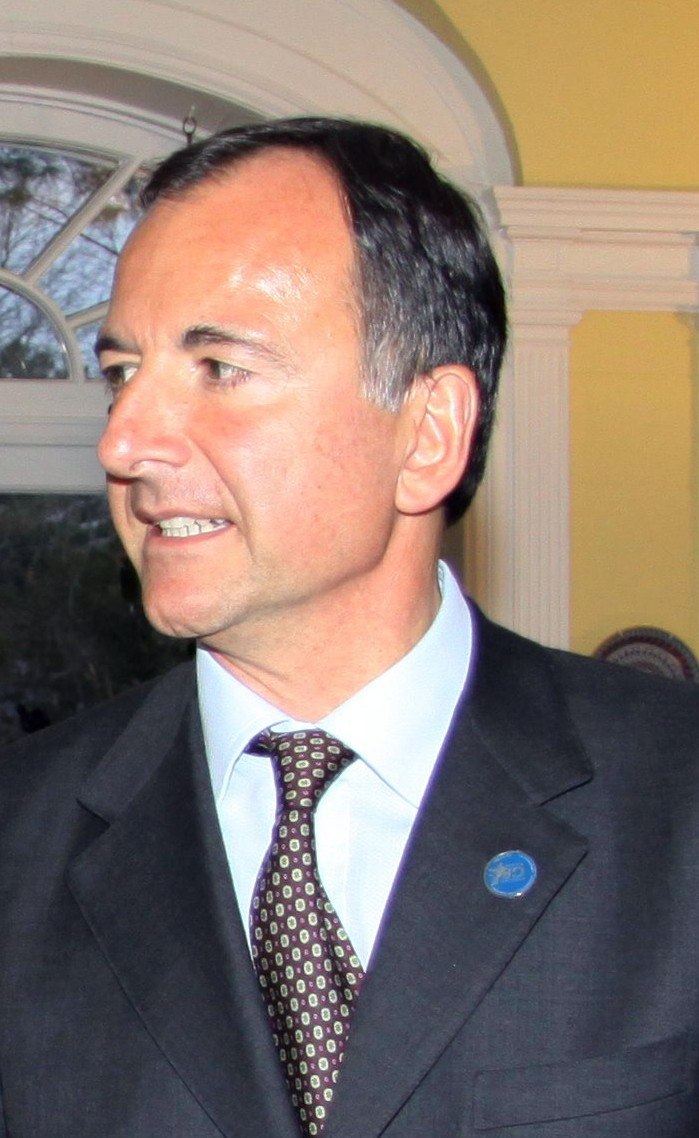
프란코 프라티니

프랑코 프라티니(이탈리아어: Franco Frattini, 1957년 3월 14일 ~ 2022년 12월 24일)는 이탈리아의 정치인으로, 베를루스코니 행정부에서 외무장관이었다. 2004년 ~ 2008년 유럽위원회 (바호주 위원회)에서 사법·자유·안전 담당 부위원장을 역임하였다.